# Camilla Arfwedson
Camilla Katrina Arfwedson (Westminster, 16 ottobre 1981) è un'attrice britannica.

## Biografia
Cresciuta a Chelsea, frequentò la "Francis Holland School" e studiò storia presso l'Università di Edimburgo dove si laureò in teatro.

## Carriera
Diventò un'attrice professionale e lavorò principalmente nell'ambito del teatro, recitando Portia nell'opera teatrale di William Shakespeare, Il mercante di Venezia; successivamente recitò in alcune serie TV tra cui Law & Order: UK e Miss Marple.
È nota per aver recitato la parte di Lady Charlotte ne La duchessa e Amanda Blake in A bunch of Amateurs.
Nel 2012 apparì nello spot pubblicitario dell'azienda "Secret Escapes" e nel 2018 prese parte al film L'ospite tratto dalla novella di Sarah Waters e diretto da Lenny Abrahamson. 

## Vita privata
Suo padre è di origini svedesi e sua madre è originaria del Regno Unito.

## Filmografia

### Cinema
- La duchessa (The Duchess), regia di Saul Dibb (2008)
- A Bunch of Amateurs, regia di Andy Cardiff (2008)
- Miss Marple - È troppo facile, regia di Hettie MacDonald (2008)
- Ideal Wife, regia di Philip Saville (2012) - cortometraggio
- Wrong Turn 5 - Bagno di sangue (Wrong Turn 5: Bloodlines), regia di Declan O'Brien (2012)
- Molly Moon e l'incredibile libro dell'ipnotismo (Molly Moon: The Incredible Hypnotist), regia di Christopher N. Rowley (2015)
- L'ospite (The Little Stranger), regia di Lenny Abrahamson (2018)
- Tom & Jerry, regia di Tim Story (2021)

### Televisione
- Holby City - serie TV (1999-in corso)
- Miss Marple - serie TV (2004-2013)
- A Waste of Shame, regia di John McKay (2005) - film TV
- Sex, the City and Me, regia di Philippa Lowthorpe (2007) - film TV
- Wireless - serie TV (2014-in corso)
- The Stranger - miniserie TV (2020)

### Videogiochi
- Hi-Fi Rush (2023)

## Doppiatrici italiane
Nelle versioni in italiano delle opere in cui ha recitato, Camilla Arfwedson è stata doppiata da:
- Jolanda Granato in Wrong Turn 5 - Bagno di sangue[1]
- Daniela Calò in MacGyver
- Mattea Serpelloni in Tom & Jerry[2]
- Emanuela D'Amico in Hi-Fi Rush[3]